# Tom Kalinske
Thomas Kalinske dit Tom Kalinske, né le 17 juillet 1944, est un homme d'affaires américain connu pour avoir travaillé pour la société Mattel entre 1972 et 1987, où il a relancé les marques Hot Wheels et Barbie, avant de devenir directeur général de l'entreprise entre 1985 et 1987. Il devient ensuite PDG de Matchbox avant d'être embauché par Hayao Nakayama comme PDG de Sega of America, entre 1990 et 1996, où il se démarque par des stratégies de vente agressives, comme la baisse des prix de vente, les annonces anti-Nintendo et les campagnes publicitaires, considérés comme les facteurs du succès de la Mega Drive.